# Новичок (сезон 1)
Первый сезон американского телесериала «Новичок» премьера которого состоялась на канале ABC 16 октября 2018 года, а заключительная серия вышла 16 апреля 2019 года. Общее количество серий в сезоне двадцать.

## Сюжет
Джону Нолану 45 лет. Его брак развалился, сын уехал в колледж, а строительный бизнес, которым Нолам занимался десятилетиями, стоит поперёк горла. Но однажды он становится свидетелем ограбления банка и осмеливается помочь полицейским остановить преступление.
Это событие побуждает Нолана закрыть бизнес и переехать в Лос-Анджелес, чтобы стать новобранцем местного отделения полиции. Пока его ровесники уходят на пенсию, Нолан изо всех сил пытается проявить себя и не отставать от более молодых коллег.

## В ролях

### Основной состав
- Нейтан Филлион — Джонатан Нолан
- Мелисса О’Нил — Люси Чен
- Титус Макин — Джексон Уэст
- Эфтон Уильямсон — Талия Бишоп
- Эрик Уинтер — Тимоти Брэдфорд
- Алисса Диас — Анджела Лопез
- Ричард Тимоти Джонс — Уэйд Грей
- Мерседес Масон — Зои Андерсон

## Эпизоды
| № общий | № в сезоне | Название                                                 | Режиссёр          | Автор сценария                | Дата премьеры   | Произв. код | Зрители в США (млн) |
| --- | ---------- | -------------------------------------------------------- | ----------------- | ----------------------------- | --------------- | ----------- | ------------------- |
| 1 | 1          | «Пилотная серия» «Pilot»                                 | Лиз Фридлендер    | Алекси Хоули                  | 16 октября 2018 | 101         | 5.43                |
| Джон Нолан - 45-летний разведённый строитель. Став свидетелем ограбления банка в своем маленьком городе, он решает изменить жизнь и переезжает в Лос-Анджелес, чтобы стать полицейским. Коллеги-офицеры настороженно относятся к поступку Нолана, в частности, сержант Уэйд Грей считает это проявлением кризиса среднего возраста. Наставником Нолана становится Талия Бишоп. Первые дела Нолана - бытовой спор, неуравновешенный отец, который оставляет своего ребенка в запертой машине в жаркий день, и сбежавший преступник. Вместе с Ноланом в часть поступают еще два новичка - Джексон Уэст, сын высокопоставленного офицера полиции Лос-Анджелеса, стремящийся оправдать фамилию, и Люси Чен, которая стала полицейским вопреки желанию родителей-психотерапевтов. У Люси с Ноланом роман, но они вынуждены держать его в тайне, так как это может повредить карьере. Наставником Люси становится Тим Брэдфорд, привыкший к авторитарному стилю обучения. В первый же день Брэдфорда ранят на глазах Люси. Наставник Уэста Анджела Лопес тем временем понимает, что ее подопечный боится перестрелок и впадает в ступор в минуты опасности, что угрожает не только его жизни, но и ее. |            |                                                          |                   |                               |                 |             |                     |
| 2 | 2          | «Ударный курс.» «Crash Course.»                          | Адам Дэвидсон     | Алекси Хоули                  | 23 октября 2018 | 102         | 4.54                |
| Капитан Андерсон удивлена, почему при последней операции Уэст не произвел ни одного выстрела. Лопес прикрывает его, но твердо намерена вывести его из ступора. Она заставляет его справиться с буйным наркоманом, а после ему приходится в одиночку вступить в схватку с опасным преступником. Пока Брэдфорд восстанавливается после ранения, Люси дали нового наставника - Скотта Ригли. Он предпочитает держаться в стороне от опасных заданий, целый день просто выписывая штрафы. Брэдфорд, которого Люси встречает в кафе, ставит ее перед выбором - так же пассивно, как Ригли, ждать конца рабочего дня или рискнуть и попытаться предотвратить реальное преступление. Нолан убеждает женщину не совершать самоубийство, но в процессе погони повреждает машину. В качестве наказания ему выдают старый ржавый автомобиль. Нолан и Бишоп расследуют похищение женщин. Поймав подозреваемого, Нолан в ярости избивает его, но Бишоп останавливает его. Бишоп узнает об отношениях Люси и Нолана и предупреждает девушку, что это может разрушить ее карьеру. Она советует Люси бросить Нолана. |            |                                                          |                   |                               |                 |             |                     |
| 3 | 3          | «Хороший, плохой, злой» «The Good, the Bad and the Ugly» | Грег Биман        | Лиз Алпер и Элли Сиберт       | 30 октября 2018 | 103         | 4.53                |
| Нолан и Бишоп преследуют группу грабителей в электричке. Нолан на секунду отвлекается от сумки с украденными деньгами и ее похищает уличный музыкант. Полицейские узнают, что задержанные грабители являются частью большой банды и начинают поиск остальных преступников. Брэдфорд возвращается на службу. Они с Люси снова сталкиваются с женой Брэдфорда, Изабель. Она когда-то тоже работала в полиции, под прикрытием, но теперь зависима от наркотиков. Уэст и Лопес арестовывают бывшего спортсмена, карьера которого не сложилась. Это заставляет Уэста задуматься, чем он будет заниматься, если не сможет стать полицейским. |            |                                                          |                   |                               |                 |             |                     |
| 4 | 4          | «Перемены» «The Switch»                                  | Тоа Фрейзер       | Винсент Энджелл               | 13 ноября 2018  | 104         | 4.01                |
| Сержант Грей проверяет новичков, меняя им наставников. Нолан отправляется на дежурство с Лопес, Уэст - с Брэдфордом, а Чен - с Бишоп. За время дежурства им нужно узнать личный секрет своего нового наставника. Новичок, узнавший лучший секрет, получит отгул, худший в качестве наказания заработает личные досмотры субботним вечером. Нолан упускает сбежавшего из зала суда преступника и им с Лопес предстоит найти его и вернуть под стражу. Брэдфорд во время перестрелки узнает о страхе Уэста. Он отвозит его к своему знакомому, страдающему агорафобией. Разговор о страхах и о том, как с ними бороться, помогает Уэсту проявить себя во время операции против наркоторговцев. Бишоп и Чен обсуждают отношения Люси и Нолана. Несмотря на то, что все новички узнают секреты своих наставников, они отказываются рассказать их сержанту. Нолан и Чен решают расстаться. |            |                                                          |                   |                               |                 |             |                     |
| 5 | 5          | «Облава» «The Roundup»                                   | Нельсон МакКормик | Маркус Блэк                   | 20 ноября 2018  | 105         | 4.10                |
| Наставники начинают ежегодное соревнование - кто из новичков за смену арестует больше преступников. Брэдфорд хочет стать победителем и подкупает диспетчера, чтобы он отдавал им самые сложные вызовы. Такой подход не нравится Чен. Уэст с головой уходит в соревнование, желая проявить себя. В академии он всегда был лучшим во всем и хочет, чтобы так было и в полиции. Бишоп отказывается участвовать в соревновании, заявляя Нолану, что от их работы зависят жизни людей и это не повод для развлечения. |            |                                                          |                   |                               |                 |             |                     |
| 6 | 6          | «Хоук» «The Hawke»                                       | Тимоти Басфилд    | Фредрик Котто                 | 27 ноября 2018  | 106         | 4.38                |
| Нолан узнает, что у его преподавателя из академии Джереми Хоука сложные времена. Он разводится, на работе тоже неприятности. Хоук просил капитана Андерсон взять его в штат участка, но она отказала, решив, что он слишком нестабилен. Приехав на очередной вызов, Нолан и Бишоп узнают, что полицию вызвала бывшая жена Хоука. Накануне Хоук ворвался к ней в дом и избил ее ухажера. Полицейские начинают погоню. Поймать преступника невероятно сложно, ведь Хоук сам полицейский и знает все приемы своих бывших коллег. К тому же, Хоук берет с собой сына, что затрудняет его поимку. Тем временем Уэст и Лопес пытаются узнать, кто и как на самом деле ранил в голову подростка. У парня и его отца есть убедительная версия, но полицейские видят, что те скрывают правду. Брэдфорд учит Чен проводить обыск и предугадывать поведение преступника. |            |                                                          |                   |                               |                 |             |                     |
| 7 | 7          | «Пассажир» «The Ride Along»                              | Чери Ноулан       | Роберт Белла                  | 4 декабря 2018  | 107         | 4.20                |
| Голливудский режиссер Руперт Пейн хочет провести день с полицейскими, чтобы лучше узнать их работу и показать ее в своих новых фильмах. Он отправляется на дежурство вместе с Ноланом и Бишоп. Нолан в восторге, поскольку является поклонником режиссера, Бишоп же понимает, что могут возникнуть проблемы. Полицейским удается разоружить молодого человека с задержкой психического развития, но режиссер предлагает его семье помощь, чем провоцирует новый конфликт. Лопес узнает, что ее могут повысить до детектива. Увлекшись этой мечтой, она отпускает мелких правонарушителей в обмен на их показания против более серьезных преступников. Но ее тактика проваливается и фактически ставит крест на ее мечте стать детективом. Жену Брэдфорда Изабель арестовывают за хранение наркотиков. Брэдфорд оказывается перед выбором - помочь близкому человеку или остаться честным полицейским. |            |                                                          |                   |                               |                 |             |                     |
| 8 | 8          | «Время смерти» «Time of Death»                           | Майкл Гои         | Бринн Мэлоун                  | 11 декабря 2018 | 108         | 4.27                |
| Нолан преследует грабителя и убивает его при самообороне. В отделе начинается расследование этого инцидента. Изабель, жена Брэдфорда, соглашается на сделку со следствием. Она надевает прослушку и идет на встречу с крупным наркодилером. Внезапно связь с ней прерывается. Ворвавшиеся в помещение полицейские находят только прослушку и кровь на полу. Чен проводит ночь с Ноланом. Она принимает душ, когда в дом проникает брат убитого грабителя и нападает на Нолана. В темноте звучит выстрел. |            |                                                          |                   |                               |                 |             |                     |
| 9 | 9          | «Перестрелка» «Standoff»                                 | Джон Терлески     | Алекси Хоули                  | 8 января 2019   | 109         | 3.95                |
| Нолан выбрасывает нападавшего в окно и вызывает подкрепление. Чен уезжает, они с Ноланом решают никому не говорить, что она была в доме при нападении, чтобы не ставить ее карьеру под угрозу. Изабель находят, ей выстрелили в голову, но она выживет. Отец Джексона, Уэст-старший, расследует нападение в доме Нолана. Он не верит, что Нолан был в доме один и ставит его перед выбором: правда или карьера. Брэдфорд, Бишоп, Чен, Уэст и Лопес тем временем ищут Вэнса - наркоторговца, ранившего Изабель. Они отправляются в дом, где живет его беременная подруга, не зная, что Вэнс и его люди находятся там же. Вэнс включает "глушилки" в подвале, чтобы полицейские не смогли вызвать подкрепление, и несколько стрелков начинают охоту на героев. Детективы, расследующие покушение на Изабель, не понимая, почему полицейские не выходят на связь, также отправляются в дом. Едва они выходят из лифта, на них нападают. Один из них убит, другой тяжело ранен. Чен вынуждена принимать роды у подруги Вэнса. Уэст и Лопес прорываются в подвал и отключают "глушилки", Бишоп удается вызвать подкрепление. На помощь бросаются все свободные полицейские, в том числе отстраненный Нолан и Уэст-старший. После операции Уэст-старший снимает все подозрения с Нолана. |            |                                                          |                   |                               |                 |             |                     |
| 10 | 10         | «Плоть и кровь» «Flesh and Blood»                        | Джессика Ю        | Инда Крэйг-Галван             | 15 января 2019  | 110         | 3.83                |
| К Нолану в гости приезжает его сын, Генри. Нолан с удивлением узнает, что он уже успел познакомиться и подружиться с Люси и Джексоном через социальные сети. В участке Генри знакомится с дочерью сержанта Грея, Доминик. Они разговаривают о работе отцов и о том, как переживают за них. Тем временем руководство участка решает тоже выйти на улицы города. Грей отправляется в патруль вместе с Ноланом, а Андерсен - с Люси. Тим и Талия должны будут провести смену вместе, но, поскольку оба привыкли быть старшими и командовать новичками, они никак не могут найти общий язык. Лопес переживает, что ей не с кем пойти на свадьбу брата. Если она придет одна, мать постарается свести ее с парнем, которого давно прочит ей в женихи. Во время перерыва Лопес и Уэст помогают молодому адвокату Уэсли задержать преступника, похитившего у него портфель. Во время задержания Анджела и Уэсли постоянно ссорятся, адвокат грозится подать жалобу на действия полицейских. В конце смены он подходит к Анджеле с извинениями и она приглашает его пойти с ней на свадьбу брата. Во время дежурства выясняется, что большинство полицейских считают Андерсен "кабинетным" руководителем и стремятся ее опекать, в то время как на самом деле она служила в морских пехотинцах и не нуждается в защите. |            |                                                          |                   |                               |                 |             |                     |
| 11 | 11         | «Редвуд» «Redwood»                                       | Сильвен Уайт      | Лиз Алпер и Элли Сиберт       | 22 января 2019  | 111         | 3.84                |
| Герои вынуждены выйти на работу в выходной, потому что в Лос-Анджелес с неожиданным визитом приезжает вице-президент. Чен с Брэдфордом должны убрать с улиц бездомных. Разнимая драку, Чен получает укол использованной иглой. Ей приходится поехать в больницу, чтобы исключить возможное заражение. Лопес и Уэст делают обход дома, заставляя жильцов снять вывешенные в окнах оскорбительные плакаты. Бишоп и Нолан тем временем замечают грабителей и начинают перестрелку с ними. Они просят подмоги, но все полицейские заняты из-за приезда вице-президента. Лопес и Уэст решают прийти им на помощь, поскольку просто стоят за спиной у службы безопасности. Агент, отвечающий за операцию, запрещает им покидать место, но герои ослушиваются приказа. Сержант Грей вступается за них, говоря, что они поступили правильно. Уэст рассказывает Чен о своих семейных проблемах. Нолан переживает из-за того, что бывшая жена продает их дом. |            |                                                          |                   |                               |                 |             |                     |
| 12 | 12         | «Разбитое сердце» «Heartbreak»                           | Кэрол Бенкер      | Винсент Энджелл               | 12 февраля 2019 | 112         | 3.64                |
| День Святого Валентина. Брэдфорд берет отгул, чтобы навестить жену в центре реабилитации. После долгого разговора, они понимают, что Изабель не сможет отпустить прошлое и преодолеть зависимость если останется с Тимом. Они решают расстаться. Нолан спасает женщину, попавшую в автомобильную аварию. Она рассказывает, что год назад потеряла мужа и горячо благодарит Нолана за спасение, называя его героем. Нолан встречает ее несколько раз за день и понимает, что женщина преследует его. Лопес и Уэст допрашивают мужчину, страдающего деменцией. Неожиданно они понимают, что он вовсе не жертва нападения, а сам опасный преступник. Лопес подозревает, что Уэсли встречается не только с ней. Пользуясь служебным положением, она просматривает его телефон. После разговора с Уэсли она понимает, что ошибалась, но он уже не доверяет ей. Нолан устраивает вечеринку в честь Дня Святого Валентина, но из всех коллег прийти на нее смогла только Бишоп. |            |                                                          |                   |                               |                 |             |                     |
| 13 | 13         | «Держи вора» «Caught Stealing»                           | Омар Мадха        | Дэвид Рэдклиф                 | 19 февраля 2019 | 113         | 3.54                |
| Чен и Брэдфорд расследуют дело о похищенных эмбрионах. Лопес показывает Уэсту разницу между законом и справедливостью. Бишоп и Нолан выезжают на аварию и обнаруживают водителя с ножевым ранением. Неожиданно он сбегает из машины скорой помощи. Позже они видят водителя в участке. Оказывается, это полицейский, работающий под прикрытием в наркокартеле. Он рассказывает, что ночью состоится передача миллиона долларов. Новички участвуют в операции по задержанию наркоторговцев и им поручают стеречь деньги до того, как приедут специальные служащие, которые пересчитают и заберут всю сумму. Утром выясняется, что пропало 250000. Новички проходят проверку на полиграфе, чтобы доказать, что они непричастны к пропаже денег. На Чен нападают представители картеля. Они хотят узнать, куда исчезли деньги. Чен успевает позвонить и предупредить Нолана и Уэста, те вызывают подмогу и бросаются ей на помощь. Неожиданно Чен узнает одного из нападавших по необычной обуви - он был неподалеку от места спецоперации перед приходом полицейских, в его руках была большая сумка. Именно он забрал деньги, поскольку о спецоперации его предупредил полицейский под прикрытием. Разоблаченный наркоторговец убивает своих сообщников и нападает на Чен, но ей удается справиться с ним. Нолан решает платить своему другу Бену за жилье, поскольку бесплатное проживание может навредить его карьере. |            |                                                          |                   |                               |                 |             |                     |
| 14 | 14         | «День в штатском» «Plain Clothes Day»                    | Майкл Гои         | Теренс Пол Винтер             | 26 февраля 2019 | 114         | 3.89                |
| Наступает "день в штатском". Это день, когда наставники в обычной одежде следят за действиями новичков, оценивая их. Новички должны самостоятельно принимать решения, не ожидая помощи от наставников. Уэст хочет побить рекорд своего отца, но оказывается занят бумажной работой в участке. Чен нервничает и совершает ошибку, которая может стоить ей карьеры. Нолан признается Бишоп, что хочет продвинуться до должности детектива за 5 лет. |            |                                                          |                   |                               |                 |             |                     |
| 15 | 15         | «Облава» «Manhunt»                                       | Билл Джонсон      | Роберт Белла                  | 5 марта 2019    | 115         | 4.51                |
| Сержант Грей приглашает частного консультанта, бывшего агента ФБР Джессику Руссо. Она учит полицейских вести переговоры с террористами. Во время перевозки заключенных происходит авария и на свободе оказывается сразу несколько опасных преступников. Полицейским нужно поймать их, пока они не успели покинуть город. На руках Нолана умирает один из тюремных охранников. Он просит Нолана передать Бет, что любит ее, но Нолан никак не может найти эту самую Бет. Один из пойманных заключенных рассказывает Уэсту, что его отец когда-то не гнушался использовать грязные методы в работе. Брэдфорд решает сдать экзамен на сержанта. Джессика оставляет Нолану свой номер телефона. |            |                                                          |                   |                               |                 |             |                     |
| 16 | 16         | «Заказ» «Greenlight»                                     | Валери Уайсс      | Бринн Мэлоун                  | 19 марта 2019   | 116         | 4.24                |
| Отдел собственной безопасности проводит выборочные проверки полицейских. Брэдфорд в ярости, он считает недопустимым, что полицейские ведут охоту на своих же коллег. Чен узнает, что у Брэдфорда давний конфликт со службой безопасности - он когда-то скрыл, что Изабель употребляет наркотики. Анджела встречает в участке Уэсли и предлагает ему снова встречаться. Уэсли отказывается. При аресте молодой женщины Нолан случайно рвет ее платье, так, что окружающим становится видна ее грудь. Девушка спрашивает номер его жетона и он отвечает, решив, что это одна из проверяющих, а платье было специально надорвано заранее. Вечером на стоянке на Нолана нападают. Девушка оказалась женой некоего Коула, одного из лидеров банды Южный фронт. Тот заказал Нолана и теперь на него идет охота. Нолан может остаться дома, под охраной, или выйти на обычное дежурство. Нолан выбирает дежурство, с ним вместе едет капитан Андерсон. На одном из вызовов их ждут Коул и сообщники. Они похищают Андерсен и Нолана. Андерсен смертельно ранят. Уэсли, узнавший о смерти Андерсен, звонит Анджеле, выражает сочувствие и говорит, что хотел бы снова встречаться с ней. Коул уверен, что полицейские убьют его при задержании, чтобы отомстить за капитана, но Нолан арестовывает его и зачитывает права. |            |                                                          |                   |                               |                 |             |                     |
| 17 | 17         | «Встряска» «The Shake Up»                                | Стив Робин        | Алекси Хоули                  | 26 марта 2019   | 117         | 4.24                |
| Джессика организует Нолану новое задание - он должен охранять в секретном месте важного свидетеля. Бишоп отказывается ехать, считая задание скучным, вместо нее с Ноланом отправляется Брэдфорд. В участке появляется новый капитан, раздающий бессмысленные и глупые указания. Чен узнает, что на ее отца напали во время сеанса психотерапии. Она пытается убедить его заявить на напавшего пациента, но тот отказывается. Город сотрясает землетрясение, полицейские срочно выходят на улицу, чтобы помочь пострадавшим и предотвратить мародерство. На Нолана и Брэдфорда нападают в убежище и они понимают, что свидетель заодно с преступниками. |            |                                                          |                   |                               |                 |             |                     |
| 18 | 18         | «На домашнем фронте» «Homefront»                         | Эйприл Маллен     | Билл Ринир и Натали Каллаган  | 2 апреля 2019   | 118         | 3.91                |
| На Нолана подают в суд за то, что он толкнул прохожего во время задержания преступника. Профсоюз выделяет ему адвоката Саймона Паркса, но Нолан с ужасом узнает, что для Паркса это первое дело. Одного из детективов арестовала служба собственной безопасности, поэтому в участке идет проверка всех дел. Лопес и Уэст пытаются помочь женщине, которую по вине арестованного детектива посадили за чужое преступление. Уэст разговаривает с отцом о том, использовал ли тот грязные методы в своей работе. Уэст-старший уверяет, что такого не было, но Джексон не верит ему. Бишоп навещает Дилана - брата, которого не видела много лет, когда-то ее усыновили и их судьбы разошлись. Дилан недавно вышел из тюрьмы и Бишоп боится, что он снова совершит преступление. К тому же, при поступлении в полицию Бишоп скрыла, что ее родной брат преступник. Она пытается помешать Дилану с сообщниками совершить ограбление, но те обезоруживают ее и похищают. В последний момент Дилан мешает сообщнику убить сестру. Бишоп рассказывает Грею о том, что скрыла правду. |            |                                                          |                   |                               |                 |             |                     |
| 19 | 19         | «Контрольный лист» «The Checklist»                       | Джон Фортенберри  | Элизабет Белл и Фредрик Котто | 9 апреля 2019   | 119         | 3.63                |
| 20 | 20         | «Свободное падение» «Free Fall»                          | Майкл Гои         | Алекси Хоули                  | 16 апреля 2019  | 120         | 4.06                |
| В день важного для новичков экзамена изолированная террористическая ячейка планирует использовать вооруженный вирус, который угрожает сорвать продвижение новичков, а также поставить под угрозу личные отношения Нолана. Отвечая на угрозу, Брэдфорд может быть заражен вирусом, в то время как Джессика стреляет в сдавшегося террориста. Нолан это видит и его это мучит. |            |                                                          |                   |                               |                 |             |                     |